# DTC Japan
DTC Japan（ディーティーシージャパン）はハードウェア分野、ソフトウェア分野で主に活動する日本法人。

## 概要
DTC JAPANは、日本法人として設立し、インターネットサービスを中心として日本と韓国で展開する企業。ハードウェアではAuzentechブランドの日本展開、ソフトウェアではNewsGameを運営している。